# Янковский, Игорь Ростиславович
И́горь Ростисла́вович Янко́вский (29 апреля 1951, Ленинабад — 26 января 2025, Москва) — советский и российский актёр, медиаменеджер. Кандидат политических наук. Сын народного артиста СССР Ростислава Янковского, племянник народного артиста СССР Олега Янковского.

## Биография
Родился 29 апреля 1951 года в Ленинабаде в семье актёра Ростислава Ивановича Янковского (1930—2016) и учителя географии Нины Давидовны Чеишвили.
Окончил театральное училище им. Б. В. Щукина в 1974 году. В 1974—1992 годах служил в Московском драматическом театре на Малой Бронной.
В 1973 году дебютировал в кино, снявшись в фильме «Это сильнее меня». Получил широкую известность после того, как исполнил роль Джеральдина-младшего в телесериале о приключениях принца Флоризеля по мотивам повестей Стивенсона. Всего сыграл роли в более чем 40 фильмах и сериалах. Исполнил главные роли в фильмах «Колье Шарлотты», «Дураки умирают по пятницам», «Исповедь содержанки».
С 1992 года работал в рекламном бизнесе. Академик Российской академии рекламы.
С 17 сентября по 28 ноября 2001 года вёл телевизионную игру «Алчность» на канале НТВ.
В рекламном бизнесе с 1992 года как соучредитель и руководитель коммуникационной группы «Максима».
С 2004 года — соучредитель и руководитель агентства «Рекламный картель».
С 1996 по 2011 год — президент Московского международного фестиваля рекламы.
С 2004 по 2006 год — президент Ассоциации коммуникационных агентств России (АКАР).
Жена — Эвелин Мотл, уроженка Германии. В браке родились двое детей. Дочь Анна-Мария окончила МГИМО. Сын Денис — ресторатор и арт-директор.

### Болезнь и смерть
Перенёс онкологическое заболевание. 8 января 2025 года был госпитализирован с диагнозами: двусторонняя пневмония, отёк лёгких и мозга. Скончался 26 января 2025 года в возрасте 73 лет от осложнений на фоне цирроза печени в реанимационном отделении московской больницы. Церемония прощания прошла 30 января в Центральном Доме кино. Похоронен на Троекуровском кладбище.

## Премии, награды
- Лауреат премии «Медиаменеджер России» 2002 года в специальной номинации «За особые заслуги в развитии медиабизнеса»[16].
- Один из лучших менеджеров России в категории «Профессиональные услуги» — совместный проект Ассоциации менеджеров России и ИД «КоммерсантЪ» «Топ-1000 российских менеджеров» в 2007 году[17].

## Фильмография
- 1973 — Это сильнее меня — Иван
- 1975 — Следствие ведут ЗнаТоКи. Ответный удар — Моралёв
- 1976 — Колыбельная для мужчин — Всеволод
- 1977 — Золотая мина — Олег Торчинский
- 1978 — Голубка — Геннадий Мухин
- 1978 — Однофамилец — Саша Зубаткин («Сандрик»)
- 1979 — Клуб самоубийц, или Приключения титулованной особы — Джеральдин-младший
- 1980 — Такие же, как мы! — Пётр Красов
- 1980 — Атланты и кариатиды — Вадим Кулагин
- 1981 — В начале игры — Дима Селиванов
- 1982 — Год активного солнца — Юрий
- 1982 — Путешествие будет приятным — Андрей
- 1982 — Женатый холостяк — Сергей Горелов, бывший муж Тамары
- 1983 — Оглянись! — Роберт Николаевич
- 1984 — Время и семья Конвей — Джералд Торнтон в юности
- 1984 — Колье Шарлотты — Виктор Кораблёв
- 1985 — Дикий хмель — Бронислав Александров
- 1990 — Дураки умирают по пятницам — Анатолий Ткачёв
- 1992 — Исповедь содержанки — Вадим, бизнесмен
- 1992 — Три дня вне закона — Александр Мезенцев
- 1993 — Вопреки всему — Вадим Молодцов
- 1995 — Киножурнал «Ералаш», выпуск 108, сюжет «Часы» — Игорь Николаевич, директор школы
- 1998 — Горячая точка — полковник
- 2002 — В движении — издатель
- 2011 — Жена генерала — Пётр Алексеевич Кожемякин, генерал
- 2013 — Марш-бросок: Особые обстоятельства — начальник ФСБ